# Kdyby tisíc klarinetů (album)
 Kdyby tisíc klarinetů  je páté album zaměřené na autorskou spolupráci zakladatelů divadla Semafor Jiřího Suchého a Jiřího Šlitra. Obsahuje písně z populárního stejnojmenného filmového muzikálu. Společnost Supraphon desku vydala v roce 1965 pod katalogovým číslem DV 10169.

## Okolnosti vzniku a nahrávání alba
Jiří Suchý s Jiřím Šlitrem psali většinu písní cíleně pro filmovou podobu protiválečné komedie Kdyby tisíc klarinetů (z nahraných skladeb pouze "Kapitáne, kam s tou lodí" zazněla již dříve v divadelní hře Zuzana není pro nikoho doma). Díky tomu nové písně nebyly zařazeny do žádného semaforského představení, autoři si pouze testovali jejich kvality v zájezdovém programu "Nové písničky ze Semaforu" (později si některé našly cestu do semaforské divadelní adaptace "Kdyby tisíc klarinetů" v roce 1980). Nahrávky pro album vznikly v době natáčení filmu, archiv Supraphonu jejich dokončení datuje mezi srpnem a zářím v roce 1964. Práce ve studiu se vedle autorů účastnili jak bývalí zpěváci Semaforu Waldemar Matuška a Eva Pilarová (tehdy členové divadla Rokoko), tak i současné hvězdy divadla Hana Hegerová, Pavlína Filipovská, Jiří Jelínek  nebo Jana Malknechtová. Hudební doprovod z většiny obstaraly přední orchestry, ať už domovská kapela Semaforu vedená Ferdinandem Havlíkem, tak TOČR řízený Karlem Krautgartnerem či Daliborem Brázdou. Gramofonové album bylo koncipováno jako soundtrack k filmu a byly na něj proto vybrány i orchestrální verze nejsilnějších písní ("Tereza", "Babetta"). Některé další skladby z filmu se na LP nedostaly ("Motýl" v podání Jiřího Šlitra a Jany Malknechtové nebo finálový duet S+Š "Kdo na slepičku volá pipi").

## Vydání a přijetí alba
LP Kdyby tisíc klarinetů vyšlo v létě 1965 takřka souběžně s profilovou deskou Jiřího Suchého Plná hrst písniček S+Š / Hraj hraj hraj. Album nemělo vlastní obal, pouze standardní anonymní přebal s logem firmy Supraphon. Všechny písně už byly v té době dobře známé jak z filmového plátna, tak ze singlů, jejichž vydání krátce předcházelo samotné premiéře muzikálu. Singly vyšly v mono i stereo verzích, LP bylo ohlášeno rovněž i ve stereu, ale na jeho lisování pravděpodobně nedošlo. Většina písní měla již na singlech velký posluchačský, ale i kritický ohlas. Stanislav Titzl v časopise Melodie napsal: "Všechny skladby jsou psány v dosavadním semaforském stylu, zaručujícím všestranný úspěch. Prozrazují již při prvním poslechu, že vyšly z dílny zkušených autorů a že zvláště autor hudby se dovede porozhlédnout kolem sebe, poučit se úspěchy jiných a přistoupit ke své práci takřka vědeckým způsobem, zaručujícím plný úspěch."
Jednotlivé písně mnohokrát vycházely v reedicích na výběrových deskách. Na CD bylo poprvé takřka celé album zařazeno na kompilaci BMG Ariola "Starci a klarinety" v roce 1996 (obdobnou formu mělo CD Supraphonu "Filmové písničky" z roku 2020), kompletní reedice původního alba poprvé vyšla v rámci CD boxu "Semafor - léta šedesátá" v roce 2011. 

## Album v zahraničí
Po úspěchu filmu v zahraničí vydavatelská firma připravila i vývozní variantu alba v umělecky pojatém barevném obale od výtvarníka Josefa Kalouska s fotografiemi Miloslava Mirvalda. V tomto případě došlo na mono i stereo verzi, dolisky byly expedovány znovu v roce 1971. Navíc Supraphon vyvážel do zahraničí ještě EP desku vybraných písní z alba pod titulem "Eva Pilarová from film If The 1000 Clarinets", stejně jako několik variant SP a EP desek obsahujících stěžejní hit "Tereza". Waldemar Maruška nazpíval v roce 1966 "Terezu" i za doprovodu západoněmeckého orchestru Friedela Berlippa.

## Seznam skladeb
| Strana 1 | Strana 1                 | Strana 1               | Strana 1                                     | Strana 1 |
| Pořadí   | Název                    | Autor                  | Zpěv                                         | Délka    |
| -------- | ------------------------ | ---------------------- | -------------------------------------------- | -------- |
| 1.       | Babetta (pochod)         | Jiří Šlitr             | orchestrální verze                           | 2:16     |
| 2.       | Tereza                   | Jiří Šlitr, Jiří Suchý | Waldemar Matuška                             | 2:30     |
| 3.       | V opeře                  | Jiří Šlitr, Jiří Suchý | Hana Hegerová, Waldemar Matuška, Karel Gott  | 2:32     |
| 4.       | Kapitáne, kam s tou lodí | Jiří Šlitr, Jiří Suchý | Pavlína Filipovská, Jiří Kysilka, Karel Gott | 3:25     |
| 5.       | Míč                      | Jiří Šlitr, Jiří Suchý | Jiří Suchý, Jiří Šlitr                       | 2:55     |
| 6.       | Tak abyste věděla        | Jiří Šlitr, Jiří Suchý | Hana Hegerová, Waldemar Matuška, Karel Gott  | 3:27     |
| 7.       | Tereza                   | Jiří Šlitr, Jiří Suchý | Waldemar Matuška, Karel Gott                 | 3:41     |

| Strana 2 | Strana 2         | Strana 2               | Strana 2                                   | Strana 2 |
| Pořadí   | Název            | Autor                  | Zpěv                                       | Délka    |
| -------- | ---------------- | ---------------------- | ------------------------------------------ | -------- |
| 8.       | Glory            | Jiří Šlitr, Jiří Suchý | Waldemar Matuška, Karel Gott, Eva Pilarová | 3:20     |
| 9.       | Babetta          | Jiří Šlitr, Jiří Suchý | Jiří Suchý, Jiří Šlitr                     | 4:00     |
| 10.      | Satchmo          | Jiří Šlitr, Jiří Suchý | Jiří Jelínek                               | 2:55     |
| 11.      | Dotýkat se hvězd | Jiří Šlitr, Jiří Suchý | Karel Gott, Eva Pilarová                   | 3:14     |
| 12.      | Choď po špičkách | Jiří Šlitr, Jiří Suchý | Hana Hegerová                              | 3:12     |
| 13.      | Spím             | Jiří Šlitr, Jiří Suchý | Karel Gott                                 | 3:30     |
| 14.      | Tereza (finále)  | Jiří Šlitr             | orchestrální verze                         | 3:22     |

## Hudební doprovod
- Ferdinand Havlík s orchestrem (4-6, 9, 10)
- Taneční orchestr Československého rozhlasu, řídí Karel Krautgartner (3, 8, 11, 13)
- Taneční orchestr Československého rozhlasu, řídí Dalibor Brázda (7, 14)
- Karel Vlach s orchestrem (1)
- Rudolf Rokl (klavír) a rytmická skupina (2)
- Rudolf Rokl – klavír, Luděk Hulan – kontrabas, Ivan Dominák – bicí (12)
- Kühnův dětský sbor (5)
- Vokální sbor (3, 7-9)